# Paratrygon
Genre
Paratrygon est un genre de raie.

## Liste des espèces
- Paratrygon aiereba (Müller et Henle, 1841)